# محمد ميلادي
محمد ميلادي هو لاعب كرة قدم تونسي في مركز الدفاع، ولد في 18 أغسطس 1981 في جرجيس في تونس. لعب مع الترجي الرياضي الجرجيسي والنجم الرياضي الساحلي.